# NGC 1987
NGC 1987 је расејано звездано јато у сазвежђу Трпеза које се налази на NGC листи објеката дубоког неба.
Деклинација објекта је - 70° 44' 15" а ректасцензија 5h 27m 17,2s. Привидна величина (магнитуда) објекта NGC 1987 износи 11,1 а фотографска магнитуда 12,1. NGC 1987 је још познат и под ознакама ESO 56-SC131.